# Hymenophyllum leptocarpum
Hymenophyllum leptocarpum är en hinnbräkenväxtart som beskrevs av Edwin Bingham Copeland. Hymenophyllum leptocarpum ingår i släktet Hymenophyllum och familjen Hymenophyllaceae. Inga underarter finns listade.